# Cyligramma conturbans
Cyligramma conturbans là một loài bướm đêm trong họ Noctuidae.